# Karpinskij (vulcano)
Il Karpinskij (in russo Вулкан Карпинского?, vulkan Karpinskogo) è un vulcano attivo situato sull'isola di Paramušir, nella Grande catena delle Curili (Russia). Appartiene al distretto Severo-Kuril'skij dell'oblast' di Sachalin.
Prende il nome dal geologo Aleksandr Petrovič Karpinskij, presidente dell'Accademia delle scienze dell'URSS dal 1917 al 1936.
Il vulcano si trova nella parte meridionale della catena dei monti omonimi. Ha un'altezza di 1326 m. È costituito da due coni piatti che si uniscono con i crateri. Si tratta di una caldera con un diametro di circa 5 km e una profondità fino a 700 m. All'interno della caldera, vicino alla parete orientale, ad un'altitudine di 1 100-1 200 metri, si trova un maar con numerose solfatare. Sul versante orientale esterno, a quota 1200 m, si trova un secondo cratere attivo con un piccolo cono che presenta attività solfatarica. Le solfatare formano coni di zolfo alti fino a 3-5 metri, fontane di zolfo liquido alte fino a 2 metri e temperature fino a 80°C.
L'età del vulcano risale al Pleistocene superiore-Olocene. È composto per la maggior parte da andesiti. 
C'è solo un'eruzione storica conosciuta, nel 1952. Attualmente si sta registrando attività fumarolica e termale.